# Erateina media
Erateina media là một loài bướm đêm trong họ Geometridae.